# Yarumela
Yarumela,  también llamada el Chircal, es uno de los varios sitios arqueológicos localizados en Honduras, fue un enorme asentamiento de la cultura Lenca durante el periodo formativo medio de la historia mesoamericana entre los años 1000 a. C. y  250 d. C. Yarumela fue parte de una región que cubrió alrededor de 16 kilómetros cuadrados y compartió la región con otros sitios arqueológicos como Los Naranjos y la Playa de los Muertos.

## Entorno y características del sitio
Ubicado a sesenta kilómetros al sur de Los Naranjos, se compone de varios montículos de gran tamaño y rocas talladas. El sitio de Yarumela proporcionó información que llevó a los arqueólogos a saber que fue otro imponente centro del preclásico medio. Al encontrarse en el departamento de La Paz, al norte del pueblo con el mismo nombre, durante los meses de verano tiende a ser considerablemente seco, pero en meses de primavera e invierno suele llover con mucha frecuencia y estar nublado. 
La vegetación que la rodea se compone principalmente de árboles de pino, arbustos y algunos nopales, siendo una zona considerablemente mixta en vegetación. También el sitio arqueológico esta rodeado de cultivos de los pobladores de los poblados aledaños a la zona. Al igual que el asentamiento encontrado en Los Naranjos, el área de Yarumela estaba protegida por la ubicación en la que se encontraba. En el lado oriental, el asentamiento en Yarumela estaba protegido por el río Humuya, que era una rama del Ulua, y en el lado occidental estaba protegido por una gran zanja hecha por el hombre.

## Historia

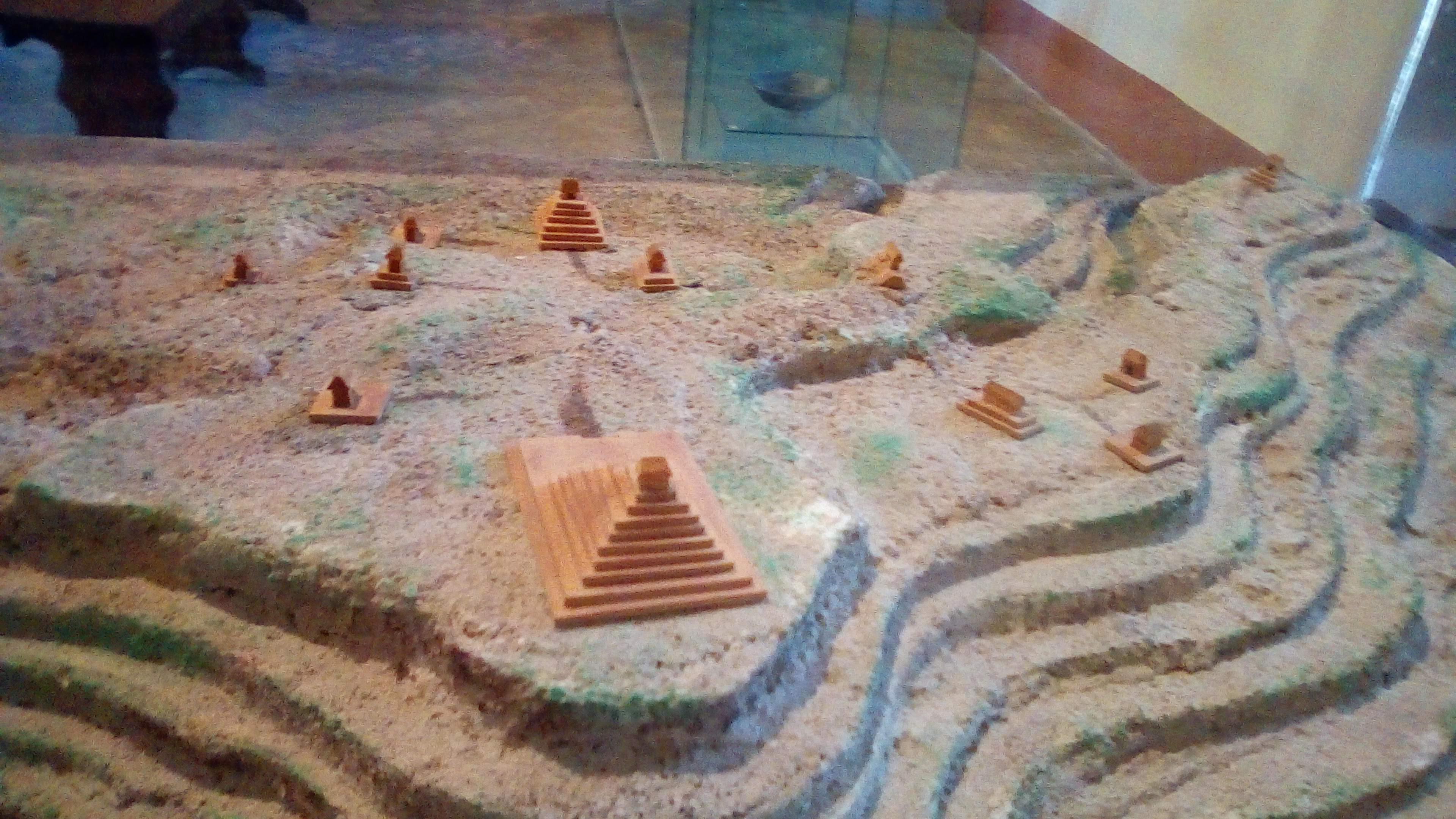
Maqueta del centro ceremonial de la ciudad en el Museo de arqueología de Comayagua.

### Inicios de la ciudad
Acorde los estudios arqueológicos realizados en la zona, este asentamiento fue fundado aproximadamente en el 1,000 a. C. durante el periodo preclásico mesoamericano por los antecesores de la cultura lenca conocida como los Proto-Lenca. El asentamiento de El Chilcal de Yarumela cubrió aproximadamente 74 acres (30 hectáreas) de territorio en el Valle de La Paz y debido a su ubicación, el sitio aprovechó su hecho de ser un importante pasaje entre el océano Pacífico y el mar Caribe. Esto se evidenció por la gran cantidad de conchas ornamentales que se encontraron en el sitio, las conchas que eran nativas de ambas regiones costeras, esto junto con la cantidad de jade guatemalteco y otros artículos exóticos encontrados por los arqueólogos en la ubicación del sitio hace que los investigadores crean que fue así. De hecho, varios descubrimientos indican que fue una ruta comercial central que conecto a Mesoamérica con la zona intermedia.

### Florecimiento

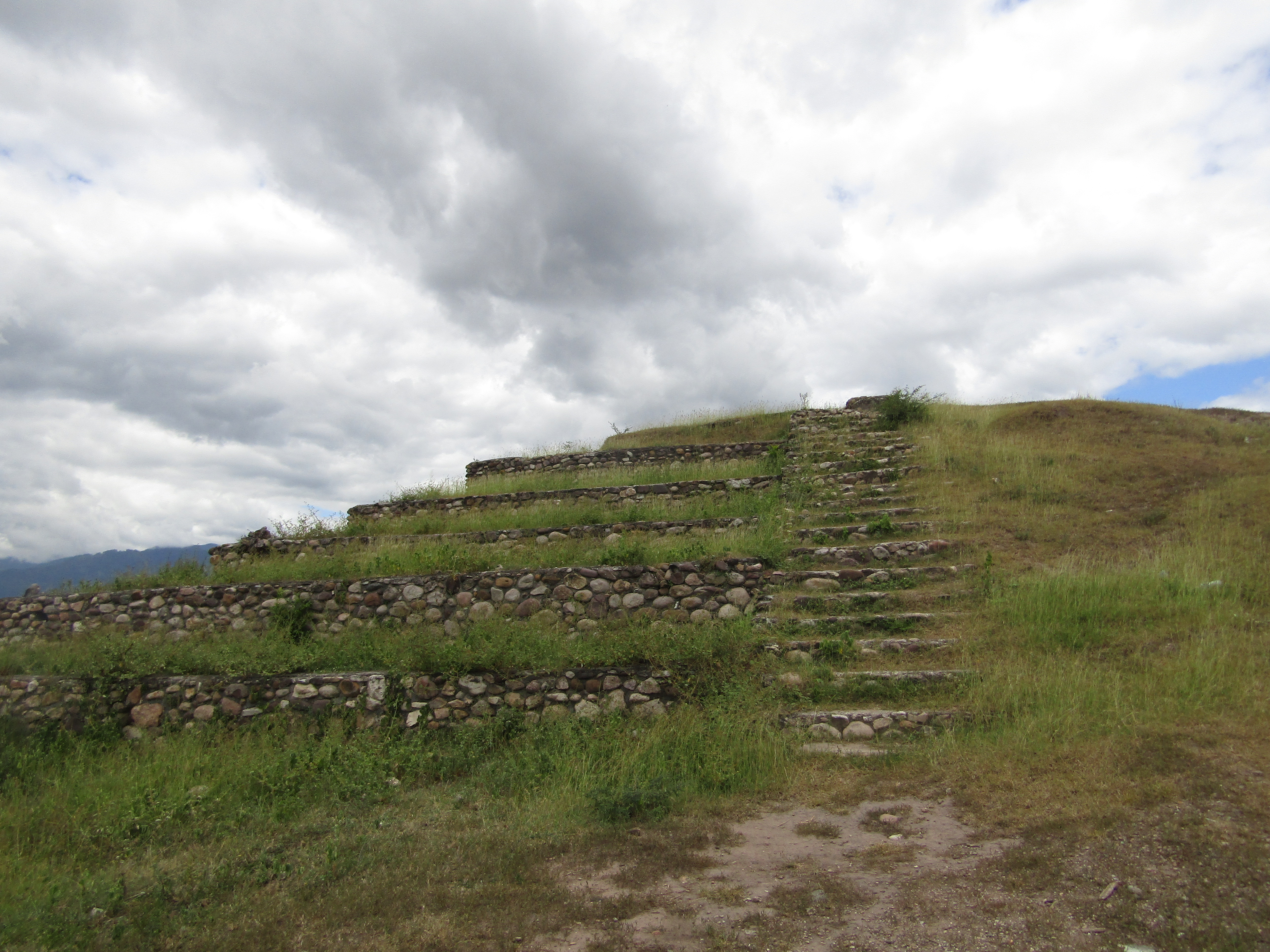
Pirámide 102.

Con el paso de los siglos gracias a su importancia comercial y su riqueza la ciudad se convertiría en la capital de un cacicazgo conocido como Señorío de Yaruma el cual fue fundado alrededor del año 400 a. C. gracias a la unión de diversas tribus de tanto el Valle de Comayagua como de otras zonas aledañas del mismo. Al conformarse como capital su población estimada a finales del periodo preclásico era de unos 6,400 habitantes siendo uno de los centros urbanos más grandes del preclásico en lo que hoy es Honduras, llegando a ser el poblado más grande del valle de Comayagua. 

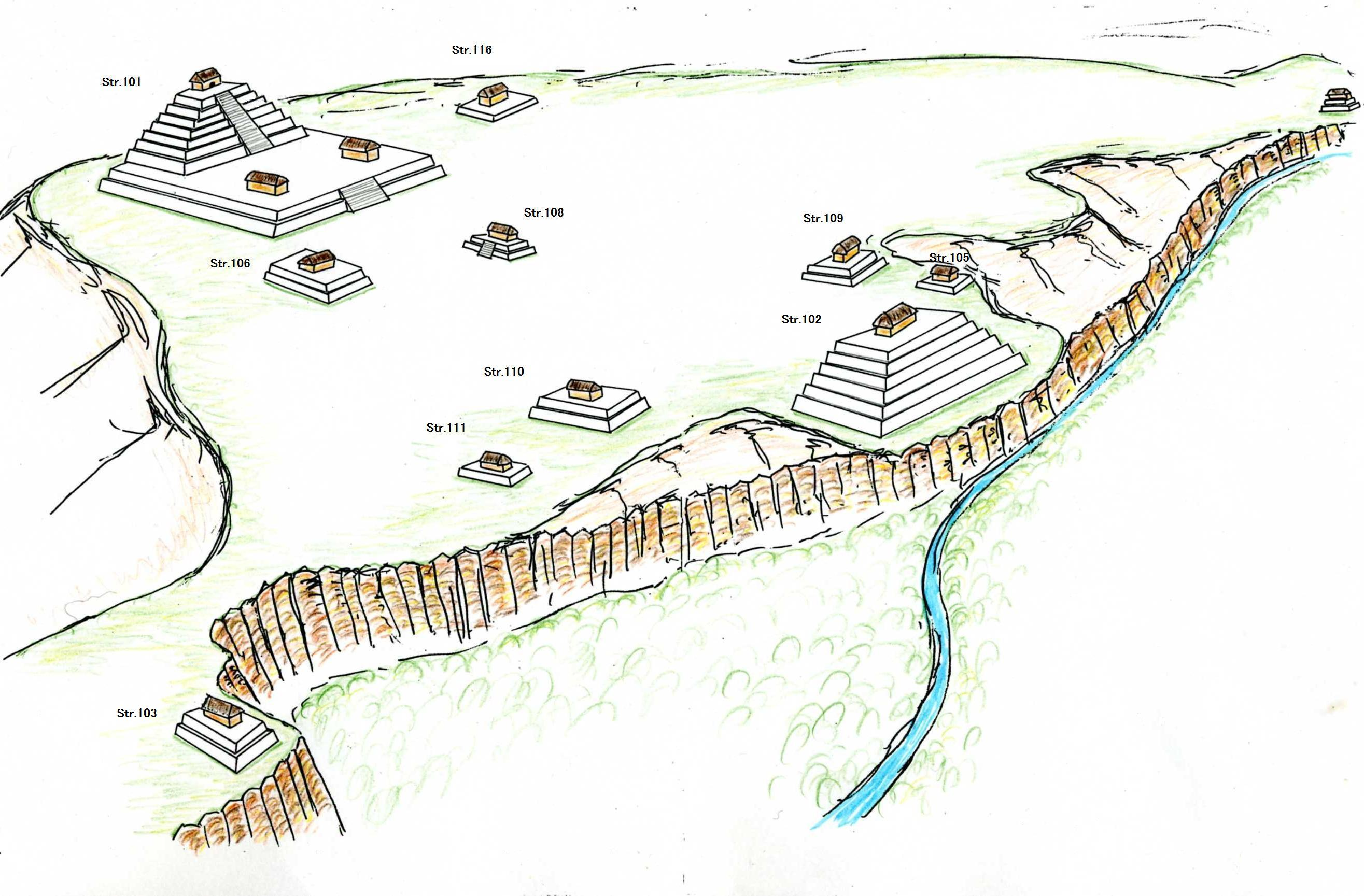
Dibujo que representa como debieron haber lucido estructuras del sitio arqueológico desde la vista sudoeste.

Así la sociedad de Yarumela empezó a volverse más cosmopolita llegando a recibir nuevos pobladores con el paso de las décadas que se mudaban en búsqueda de poder vender mejor sus productos tales como cerámicas, obsidiana, jade, maíz, chiles, cacao, frijoles, etc. Ya para inicios del periodo clásico aproximadamente el siglo 100 d. C., esta terminaría convirtiéndose en la urbe más poblada de lo que hoy es Honduras. Aunque la ciudad estaba mayoritariamente conformada por comerciantes modestos debido a su constante actividad económica y poseía una vida urbana activa, se desconoce mucho sobre quieres fueron sus gobernantes pues los pobladores del señorío de Yaruma no dejaron testimonios escritos ni ningún tipo de registro que nos ayude a saber más sobre estos.

### Decadencia
Entrando al periodo clásico a pesar de su gran densidad poblacional y  actividad económica, la ciudad tuvo su decadencia a partir del siglo III d. C. debido a varios factores como la aparición de nuevos centros importantes que competían por el liderazgo económico de la zona, conflictos entre diferentes señoríos y malas cosechas, el golpe final para la urbe fue una erupción del volcán de San Miguel, las cuales sus cenizas llegaron hasta el Valle de Comayagua, tras este hecho varios expertos apuntan que dio inicio a su abandono absoluto tras que los últimos residentes que quedaban deciden abandonar totalmente el centro.

### Redescubrimiento
El sitio arqueológico de Yarumela fue explorado por primera vez por el estadounidense Ephraim Squier en 1855, durante su investigación para una posible ruta de ferrocarril interoceánico. Posteriormente, Samuel Lothrop (1926) y Jens Yde (1935) mencionaron el sitio en sus trabajos.Pero es bien sabido que la población local ya conocía estos lugares antes de la llegada de los exploradores extranjeros. En 1941, monseñor Federico Lunardi publicó las primeras fotografías del sitio y su escultura, atribuyéndolas erróneamente a los mayas. Esta tendencia a la "mayanización" en la literatura temprana ha sido analizada por Darío Euraque (2004). El desarrollo de un parque arqueológico en Yarumela busca destacar la diversidad étnica y cultural de Honduras.En 1949, Joel Canby realizó las primeras excavaciones y creó un mapa de los montículos, identificando su ocupación durante el período Formativo (800 a. C. - 200 d. C.), contemporáneo a los niveles más antiguos de Copán.

## Estudios
Doris Stone, la arqueóloga hija del director de la United Fruit Company, publicó ilustraciones del lugar y sus artefactos en 1957 y ubicó por primera vez a Yarumela en su apropiado contexto regional dentro del valle de Comayagua y en las tierras altas centrales de Honduras. El arqueólogo francés Claude Baudez visitó Yarumela en 1966 y registró evidencias de una ocupación correspondiente al Clásico Tardío (entre aproximadamente 200 años d. C. hasta 900 años d. C.), cerca de la comunidad moderna de Miravalle.
En 1980, Le Roy Joesink-Mandeville inició un ambicioso y largo programa de excavaciones durante 25 años. Su trabajo se centró en establecer las conexiones tempranas que los habitantes lencas tuvieron con las culturas de Suramérica y las de Mesoamérica, como los olmecas. Su investigación se orientó al registro de la arquitectura exenta de montículos y ocupada por los agricultores, que había descubierto previamente Canby. Después, bajo la dirección de Boyd Dixon, se orientó a explorar la arquitectura de los montículos ocupados por la élite, durante las investigaciones de campo de 1988 a 1990.
Además de arquitectura prehispánica de bajareque, piedra y adobe, se encontró restos de maíz, calabaza, y coyol quemado, conchas de río, huesos de animales silvestres  y herramientas agrícolas de obsidiana y basalto . También los entonces estudiantes de postgrado Carleen Sánchez  y Craig Goralski, excavaron los montículos más pequeños y la vinculación de sus residentes con los ocupantes de las estructuras más grandes, así como sus conexiones con las poblaciones fuera del valle.
Sintetizando los resultados de un siglo y medio de investigaciones arqueológicas en Yarumela, este asentamiento representa una en un puño de aldeas del periodo Formativo, entre aproximadamente 800 años a. C. hasta 200 años d. C., que se establecieron en el valle de Comayagua ( y en Honduras, cuyos habitantes más tempranos experimentaron con la agricultura y avanzaron hacia una emergente desigualdad social, que es evidente hasta hoy en día.
Trayectorias semejantes, alrededor de 1000 años a. C., ocurrieron también en el sitio Los Naranjos, en la orilla norte del Lago de Yojoa; en el valle de Sula  el valle de Sulaco , y en otras regiones de Honduras (Ashmore 1987; Urban y Schortman 1986), pero mucha de la evidencia de este período se reduce a cuevas  o se encuentran enterrados bajo varios metros de depósitos aluviales (Popenoe 1934; Strong 1937, 1948). Lo que el nuevo parque arqueológico.

## Estructuras

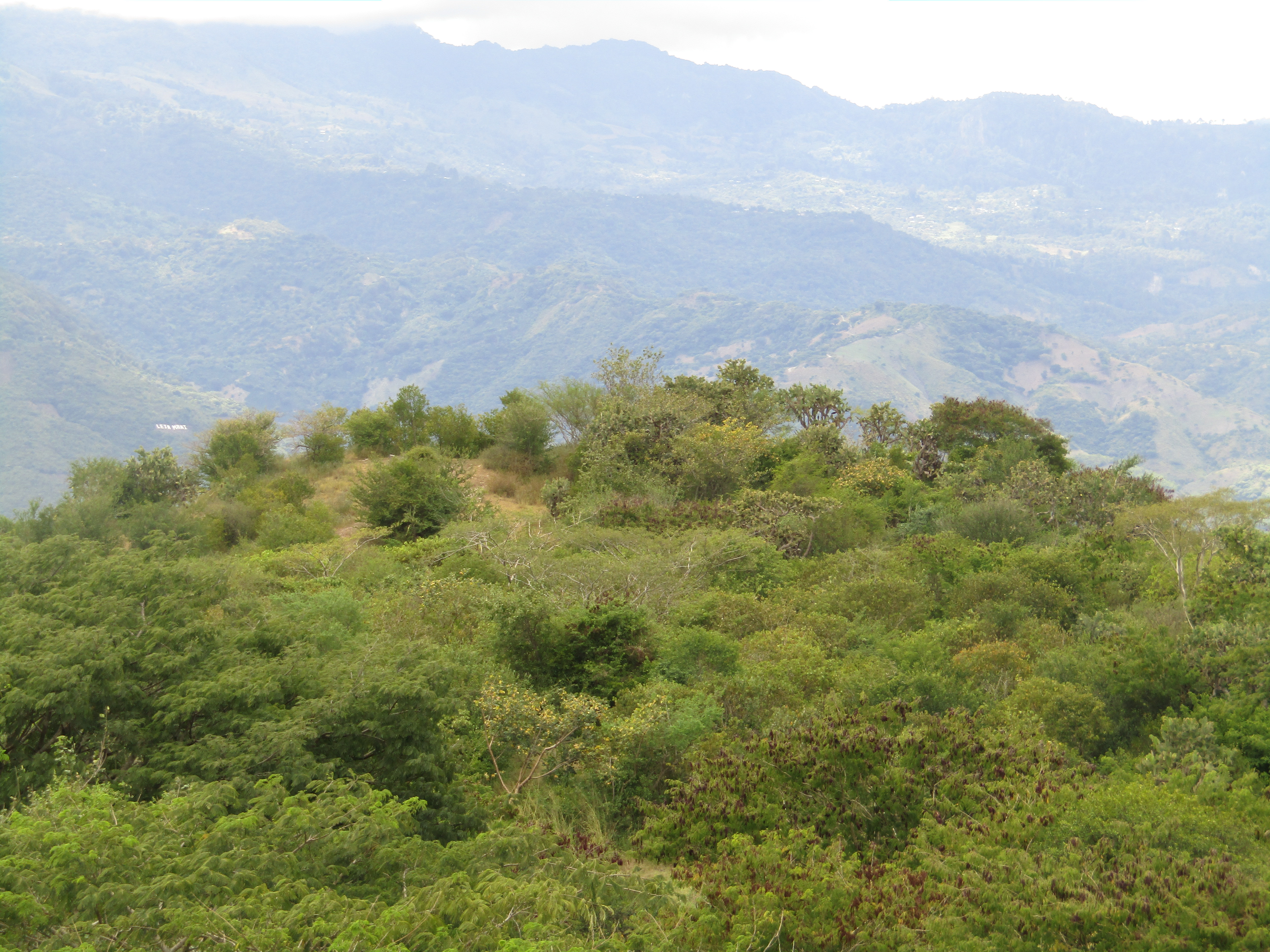
La estructura 101 es la pirámide más grande encontrada en Honduras. Debido a su tamaño es confundida con un cerro.

Yarumela produjo muchos montículos estructurales grandes, actualmente hay 9 en total que pueden ser visibles en el parque, el más grande encontrado en su tiempo fue una pirámide escalonada de más de 20 metros de altura, es llamada la Estructura 101, también conocida como "El Cerrito". Esto se determinó como el montículo principal y se ubicó en el distrito central del sitio. Los arqueólogos determinaron que cuando era completamente funcional y se mantenía, la estructura era visible desde casi cualquier punto del valle donde se encontraba el sitio. 
"El Cerrito" es uno de los principales focos atracción del sitio en Yarumela, junto con otro gran montículo visible y una pirámide reconstruida llamada la estructura 102 de pequeño paso cerca del río frente a los grandes montículos. Durante el inicio del verano las sombras de las estructuras 101 y 102 se alinean indicando el solsticio de verano marcando el periodo de inicio de cultivos de los lencas. Se estima que un 80% de los recursos arqueológicos de Yarumela aún no han sido excavados o investigados, por lo que la académica recomendó "priorizar en base a preguntas de investigación e identificadas en las áreas de potencial y futuras investigaciones e intervenciones".

## Rehabilitación del sitio arqueológico
Tras años de abandono a merced de la maleza y la actividad humana que hizo que varios montículos se perdieran, el 11 de abril de 2019, la alcaldía del pueblo de Yarumela y el Instituto Hondureño de Antropología e Historia con apoyo de la policía nacional de Honduras, restauraron la estructura 102 y lograron limpiar y rehabilitar buena parte del sitio, instalando letreros donde hay información sobre la historia del lugar. En 2025 el Instituto Hondureño de Antropología e Historia comenzó a realizar trabajos de restauración e investigación en el sitio en cooperación con la alcaldía. Actualmente el sitio esta abierto al público tanto nacional como extranjero.